# Albi fuori serie di Tex
Gli albi fuori serie di Tex sono pubblicazioni di storie inedite di Tex Willer, personaggio dei fumetti creato da Giovanni Luigi Bonelli e pubblicato in Italia dalla Sergio Bonelli Editore in parallelo alla serie regolare omonima; queste pubblicazioni hanno periodicità generalmente annuale.

## Elenco delle pubblicazioni
- Speciale Tex, noti anche come Texoni, sono albi di grande formato realizzati da disegnatori italiani e stranieri di fama internazionale in genere esterni alla stessa casa editrice. Ha esordito nel 1988. Questi albi vengono pubblicati generalmente in estate ma ci sono state eccezioni nel 1996, nel 2011 e nel 2020, annate in cui ci fu un'ulteriore pubblicazione nel periodo autunnale o invernale. La serie è stata ristampata nella collana Tex Stella d'oro. Inoltre la collana è anche stata riproposta, in collaborazione con il Gruppo Editoriale L'Espresso, con il titolo di Tex Speciale - Collezione storica a colori. Diversamente dalla serie regolare, la copertina è opera dello stesso disegnatore della storia;
- Maxi Tex, albi in formato bonellide ma con una maggiore foliazione; caratteristica che all'origine doveva contraddistinguere questa pubblicazione era l'assegnazione della sceneggiatura ad autori diversi da quelli presenti negli inediti della serie regolare. Hanno inizialmente un'unica storia; gli albi del 2000 e del 2015 furono divisi in due episodi distinti: La collera di Tex e Odio implacabile, il primo e La rabbia di Rick Melville e Il prezzo dell'odio, il secondo; dal 2018 è diventato semestrale con più storie;
- Almanacco del West, albi annuali pubblicati all'interno della Collana Almanacchi i quali, oltre a contenere una storia completa di 92 pagine, includono anche le recensioni cinematografiche e letterarie delle novità riguardanti il genere western e rubriche inerenti personaggi legati al mondo western. La serie venne interrotta nel 2015 per essere sostituita da Tex Magazine;
- Tex Magazine, nuova serie in sostituzione della Almanacco del West, esordita nel 2016 con la stessa periodicità; oltre ad un restyling grafico, vede la presenza di più storie, di cui una breve dedicata anche ai co-protagonisti;
- Color Tex, inizialmente le prime due uscite sono state annuali, per poi divenire semestrali dal 2013[1]; le storie sono in quadricromia. La foliazione è di circa 164 pagine. La seconda pubblicazione annuale aggiuntiva prevede la presenza di più episodi di 32 pagine opera di fumettisti diversi. La copertina viene di volta in volta realizzata da un autore diverso e che non ha realizzato le storie presenti.
- Tex Romanzi a Fumetti[2], esordisce a febbraio 2015 in un formato atipico per la Bonelli (22,5x30,5 cm cartonato) e realizzato da grandi autori del fumetto come Paolo Eleuteri Serpieri, il quale, primo caso nella storia del fumetto, si occupa anche dei testi oltre che dei disegni. Pur trattandosi di collana di inediti, in due occasioni vengono riproposte storie, ricolorate, già pubblicate sulla serie classica: Gli sterminatori reperibile nell'albo n. 134 (Condor Pass) e A sud di Nogales presente nell'albo omonimo (n. 199). A partire dall'albo Gli sterminatori, la serie è formalmente inserita nella collana "Tex Stella d'oro" .
- Speciale Tex Willer, pubblicazione annuale della serie spin-off Tex Willer, il cui primo numero è uscito nel dicembre 2019, con 128 pagine delle quali alcune a colori.

## Speciale Tex
| Nr. | Titolo                   | Data di pubblicazione | Soggetto            | Sceneggiatura       | Disegni                | Copertina              |
| --- | ------------------------ | --------------------- | ------------------- | ------------------- | ---------------------- | ---------------------- |
| 1   | Tex il grande!           | giugno 1988           | Claudio Nizzi       | Claudio Nizzi       | Guido Buzzelli         | Guido Buzzelli         |
| 2   | Terra senza legge        | giugno 1989           | Claudio Nizzi       | Claudio Nizzi       | Alberto Giolitti       | Alberto Giolitti       |
| 3   | Il segno del serpente    | giugno 1990           | Claudio Nizzi       | Claudio Nizzi       | Galep                  | Galep                  |
| 4   | Piombo rovente           | giugno 1991           | Claudio Nizzi       | Claudio Nizzi       | Sergio Zaniboni        | Sergio Zaniboni        |
| 5   | Fiamme sull'Arizona      | giugno 1992           | Claudio Nizzi       | Claudio Nizzi       | Víctor de la Fuente    | Víctor De La Fuente    |
| 6   | La grande rapina         | giugno 1993           | Claudio Nizzi       | Claudio Nizzi       | José Ortiz             | José Ortiz             |
| 7   | Il pueblo perduto        | giugno 1994           | Claudio Nizzi       | Claudio Nizzi       | Giovanni Ticci         | Giovanni Ticci         |
| 8   | Il soldato comanche      | giugno 1995           | Claudio Nizzi       | Claudio Nizzi       | Aldo Capitanio         | Aldo Capitanio         |
| 9   | La valle del terrore     | giugno 1996           | Claudio Nizzi       | Claudio Nizzi       | Magnus                 | Magnus                 |
| 10  | L'uomo di Atlanta        | novembre 1996         | Claudio Nizzi       | Claudio Nizzi       | Jordi Bernet           | Jordi Bernet           |
| 11  | L'ultima frontiera       | luglio 1997           | Claudio Nizzi       | Claudio Nizzi       | Goran Parlov           | Goran Parlov           |
| 12  | Gli assassini            | luglio 1998           | Mauro Boselli       | Mauro Boselli       | Alfonso Font           | Alfonso Font           |
| 13  | Sangue sul Colorado      | luglio 1999           | Claudio Nizzi       | Claudio Nizzi       | Ivo Milazzo            | Ivo Milazzo            |
| 14  | L'ultimo ribelle         | luglio 2000           | Claudio Nizzi       | Claudio Nizzi       | Colin Wilson           | Colin Wilson           |
| 15  | Il cavaliere solitario   | giugno 2001           | Claudio Nizzi       | Claudio Nizzi       | Joe Kubert             | Joe Kubert             |
| 16  | I predatori del deserto  | giugno 2002           | Claudio Nizzi       | Claudio Nizzi       | Bruno Brindisi         | Bruno Brindisi         |
| 17  | Mercanti di schiavi      | giugno 2003           | Claudio Nizzi       | Claudio Nizzi       | Manfred Sommer         | Manfred Sommer         |
| 18  | Ombre nella notte        | giugno 2004           | Claudio Nizzi       | Claudio Nizzi       | Roberto De Angelis     | Roberto De Angelis     |
| 19  | Il prezzo della vendetta | giugno 2005           | Claudio Nizzi       | Claudio Nizzi       | Carlo Ambrosini        | Carlo Ambrosini        |
| 20  | Canyon Dorado            | giugno 2006           | Claudio Nizzi       | Claudio Nizzi       | Giancarlo Alessandrini | Giancarlo Alessandrini |
| 21  | Il profeta hualpai       | giugno 2007           | Claudio Nizzi       | Claudio Nizzi       | Corrado Mastantuono    | Corrado Mastantuono    |
| 22  | Seminoles                | giugno 2008           | Gino D'Antonio      | Gino D'Antonio      | Lucio Filippucci       | Lucio Filippucci       |
| 23  | Patagonia                | giugno 2009           | Mauro Boselli       | Mauro Boselli       | Pasquale Frisenda      | Pasquale Frisenda      |
| 24  | I ribelli di Cuba        | giugno 2010           | Guido Nolitta       | Mauro Boselli       | Orestes Suárez         | Orestes Suárez         |
| 25  | Verso l'Oregon           | giugno 2011           | Gianfranco Manfredi | Gianfranco Manfredi | Carlos Gómez           | Carlos Gómez           |
| 26  | Le iene di Lamont        | novembre 2011         | Claudio Nizzi       | Claudio Nizzi       | Ernesto García Seijas  | Ernesto García Seijas  |
| 27  | La cavalcata del morto   | giugno 2012           | Mauro Boselli       | Mauro Boselli       | Fabio Civitelli        | Fabio Civitelli        |
| 28  | I pionieri               | giugno 2013           | Mauro Boselli       | Mauro Boselli       | Andrea Venturi         | Andrea Venturi         |
| 29  | L'orda del tramonto      | giugno 2014           | Pasquale Ruju       | Pasquale Ruju       | Corrado Roi            | Corrado Roi            |
| 30  | Tempesta su Galveston    | giugno 2015           | Pasquale Ruju       | Pasquale Ruju       | Massimo Rotundo        | Massimo Rotundo        |
| 31  | Capitan Jack             | giugno 2016           | Tito Faraci         | Tito Faraci         | Enrique Breccia        | Enrique Breccia        |
| 32  | Il magnifico fuorilegge  | giugno 2017           | Mauro Boselli       | Mauro Boselli       | Stefano Andreucci      | Stefano Andreucci      |
| 33  | I rangers di Finnegan    | giugno 2018           | Mauro Boselli       | Mauro Boselli       | Majo                   | Majo                   |
| 34  | Doc!                     | giugno 2019           | Mauro Boselli       | Mauro Boselli       | Laura Zuccheri         | Laura Zuccheri         |
| 35  | Tex l'inesorabile        | febbraio 2020         | Mauro Boselli       | Mauro Boselli       | Claudio Villa          | Claudio Villa          |
| 36  | La vendetta delle ombre  | giugno 2020           | Mauro Boselli       | Mauro Boselli       | Massimo Carnevale      | Massimo Carnevale      |
| 37  | Old South                | giugno 2021           | Pasquale Ruju       | Pasquale Ruju       | Giampiero Casertano    | Giampiero Casertano    |
| 38  | I due fuggitivi          | giugno 2022           | Gianfranco Manfredi | Gianfranco Manfredi | Giovanni Freghieri     | Giovanni Freghieri     |
| 39  | Per l'onore del Texas    | giugno 2023           | Mauro Boselli       | Mauro Boselli       | Maurizio Dotti         | Maurizio Dotti         |
| 40  | Sierrita Mountains       | giugno 2024           | Jacopo Rauch        | Jacopo Rauch        | Giuseppe Palumbo       | Giuseppe Palumbo       |
| 41  | Ben il bugiardo          | giugno 2025           | Pasquale Ruju       | Pasquale Ruju       | Stefano Biglia         | Stefano Biglia         |

## Maxi Tex
| Nr. | Titolo (Episodi)                                                     | Data di pubblicazione | Soggetto            | Sceneggiatura       | Disegni                                   | Copertina     |
| --- | -------------------------------------------------------------------- | --------------------- | ------------------- | ------------------- | ----------------------------------------- | ------------- |
| 1   | Oklahoma!                                                            | dicembre 1991         | Giancarlo Berardi   | Giancarlo Berardi   | Guglielmo Letteri                         | Galep         |
| 2   | Il cacciatore di fossili                                             | novembre 1997         | Antonio Segura      | Antonio Segura      | José Ortiz                                | Claudio Villa |
| 3   | L'oro del Sud                                                        | ottobre 1999          | Antonio Segura      | Antonio Segura      | José Ortiz                                | Claudio Villa |
| 4   | I due volti della vendetta (La collera di Tex Odio implacabile)      | ottobre 2000          | Antonio Segura      | Antonio Segura      | Miguel Ángel Repetto                      | Claudio Villa |
| 5   | Nei territori del Nordovest                                          | ottobre 2001          | Mauro Boselli       | Mauro Boselli       | Alfonso Font                              | Claudio Villa |
| 6   | Rio Hondo                                                            | ottobre 2002          | Claudio Nizzi       | Claudio Nizzi       | Miguel Ángel Repetto                      | Claudio Villa |
| 7   | Figlio del vento                                                     | ottobre 2003          | Claudio Nizzi       | Claudio Nizzi       | Roberto Diso                              | Claudio Villa |
| 8   | Il treno blindato                                                    | ottobre 2004          | Antonio Segura      | Antonio Segura      | José Ortiz                                | Claudio Villa |
| 9   | La pista degli agguati                                               | ottobre 2005          | Gianfranco Manfredi | Gianfranco Manfredi | Miguel Ángel Repetto                      | Claudio Villa |
| 10  | Il veleno del cobra                                                  | ottobre 2006          | Claudio Nizzi       | Claudio Nizzi       | Guglielmo Letteri e Raffaele Della Monica | Claudio Villa |
| 11  | Fort Sahara                                                          | ottobre 2007          | Claudio Nizzi       | Claudio Nizzi       | Roberto Diso                              | Claudio Villa |
| 12  | Lo squadrone infernale                                               | ottobre 2008          | Claudio Nizzi       | Claudio Nizzi       | Ugolino Cossu                             | Claudio Villa |
| 13  | Lungo i sentieri del West                                            | ottobre 2009          | Antonio Segura      | Antonio Segura      | José Ortiz                                | Claudio Villa |
| 14  | La belva umana                                                       | ottobre 2010          | Tito Faraci         | Tito Faraci         | Roberto Diso                              | Claudio Villa |
| 15  | L'ora del massacro                                                   | ottobre 2011          | Antonio Segura      | Antonio Segura      | José Ortiz                                | Claudio Villa |
| 16  | La legge di Starker                                                  | ottobre 2012          | Tito Faraci         | Tito Faraci         | Miguel Ángel Repetto                      | Claudio Villa |
| 17  | Alaska!                                                              | ottobre 2013          | Mauro Boselli       | Mauro Boselli       | Lito Fernández                            | Claudio Villa |
| 18  | L'avamposto dell'infamia                                             | ottobre 2014          | Pasquale Ruju       | Pasquale Ruju       | Roberto Diso                              | Claudio Villa |
| 19  | La giustizia di Tex (La rabbia di Rick Melville Il prezzo dell'odio) | ottobre 2015          | Tito Faraci         | Tito Faraci         | Ugolino Cossu José Ortiz                  | Claudio Villa |
| 20  | Il ponte della battaglia                                             | ottobre 2016          | Pasquale Ruju       | Pasquale Ruju       | Ugolino Cossu                             | Claudio Villa |
| 21  | Nueces Valley                                                        | ottobre 2017          | Mauro Boselli       | Mauro Boselli       | Pasquale Del Vecchio                      | Claudio Villa |
| 22  | La grande corsa                                                      | aprile 2018           | Pasquale Ruju       | Pasquale Ruju       | Roberto Diso                              | Claudio Villa |
| 23  | Deserto Mohave                                                       | ottobre 2018          | Gianfranco Manfredi | Gianfranco Manfredi | Alessandro Nespolino                      | Claudio Villa |
| 23  | L'ultimo treno da Stonewell                                          | ottobre 2018          | Tito Faraci         | Tito Faraci         | Yannis Ginosatis                          | Claudio Villa |
| 24  | Il cavallo di ferro                                                  | aprile 2019           | Luigi Mignacco      | Luigi Mignacco      | Ugolino Cossu                             | Claudio Villa |
| 24  | La carovana dei Cherokee                                             | aprile 2019           | Luigi Mignacco      | Luigi Mignacco      | Ugolino Cossu                             | Claudio Villa |
| 25  | Il boss di Chicago                                                   | ottobre 2019          | Pasquale Ruju       | Pasquale Ruju       | Miguel Angel Repetto                      | Claudio Villa |
| 25  | Tempesta!                                                            | ottobre 2019          | Pasquale Ruju       | Pasquale Ruju       | Rossano Rossi                             | Claudio Villa |
| 26  | Caccia a Tiger Jack                                                  | aprile 2020           | Pasquale Ruju       | Pasquale Ruju       | Ugolino Cossu                             | Claudio Villa |
| 26  | Il veleno della zingara                                              | aprile 2020           | Pasquale Ruju       | Pasquale Ruju       | Romano Felmang                            | Claudio Villa |
| 27  | I tre fratelli Bill                                                  | ottobre 2020          | Mauro Boselli       | Mauro Boselli       | Alessandro Piccinelli                     | Claudio Villa |
| 28  | Il segreto della missione spagnola                                   | aprile 2021           | Claudio Nizzi       | Claudio Nizzi       | Rodolfo Torti                             | Claudio Villa |
| 28  | Neve Rossa                                                           | aprile 2021           | Pasquale Ruju       | Pasquale Ruju       | Mauro De Luca                             | Claudio Villa |
| 29  | Mississippi Ring                                                     | ottobre 2021          | Gianfranco Manfredi | Gianfranco Manfredi | Massimo Rotundo                           | Claudio Villa |
| 30  | Dopo la tempesta                                                     | aprile 2022           | Pasquale Ruju       | Pasquale Ruju       | Sandro Scascitelli                        | Claudio Villa |
| 30  | L’ultima partita                                                     | aprile 2022           | Antonio Zamberletti | Antonio Zamberletti | Sandro Scascitelli                        | Claudio Villa |
| 31  | I quattro vendicatori                                                | ottobre 2022          | Claudio Nizzi       | Claudio Nizzi       | Giampiero Casertano                       | Claudio Villa |
| 32  | La grande congiura                                                   | aprile 2023           | Claudio Nizzi       | Claudio Nizzi       | Giancarlo Alessandrini                    | Claudio Villa |
| 33  | Laramie County                                                       | ottobre 2023          | Pasquale Ruju       | Pasquale Ruju       | Roberto Diso                              | Claudio Villa |
| 34  | La città che scotta                                                  | aprile 2024           | Claudio Nizzi       | Claudio Nizzi       | Rodolfo Torti                             | Claudio Villa |
| 34  | L'alleato misterioso                                                 | aprile 2024           | Fabio Civitelli     | Antonio Serra       | Patrizia Mandanici                        | Claudio Villa |
| 35  | Uccidete Vernon Cobb                                                 | ottobre 2024          | Antonio Zamberletti | Antonio Zamrbeletti | Ugolino Cossu                             | Claudio Villa |
| 35  | Il cercatore d'acqua                                                 | ottobre 2024          | Pasquale Ruju       | Pasquale Ruju       | Roberto Diso                              | Claudio Villa |
| 36  | Occhi nel buio                                                       | aprile 2025           | Angelo La Gattuta   | Pasquale Ruju       | Giampiero Casertano                       | Claudio Villa |

## Almanacco del West
| Nr.                                          | Titolo                    | Data di pubblicazione | Soggetto      | Sceneggiatura | Disegni                                         | Copertina     |
| -------------------------------------------- | ------------------------- | --------------------- | ------------- | ------------- | ----------------------------------------------- | ------------- |
| 1                                            | La ballata di Zeke Colter | gennaio 1994          | Claudio Nizzi | Claudio Nizzi | Renzo Calegari (Stefano Biglia e Luigi Copello) | Claudio Villa |
| 2                                            | La carovana della paura   | gennaio 1995          | Claudio Nizzi | Claudio Nizzi | Víctor De La Fuente                             | Claudio Villa |
| 3                                            | L'uccisore d'indiani      | gennaio 1996          | Claudio Nizzi | Claudio Nizzi | Andrea Venturi                                  | Claudio Villa |
| 4                                            | Bad River                 | gennaio 1997          | Claudio Nizzi | Mauro Boselli | Aldo Capitanio                                  | Claudio Villa |
| 5                                            | Glorieta Pass             | febbraio 1998         | Mauro Boselli | Mauro Boselli | Alarico Gattia (Maurizio Dotti)                 | Claudio Villa |
| 6                                            | La montagna del mistero   | febbraio 1999         | Claudio Nizzi | Claudio Nizzi | Miguel Ángel Repetto                            | Claudio Villa |
| 7                                            | La legge del deserto      | febbraio 2000         | Mauro Boselli | Mauro Boselli | Alfonso Font                                    | Claudio Villa |
| 8                                            | Missione a Sierra Vista   | febbraio 2001         | Claudio Nizzi | Claudio Nizzi | Andrea Venturi                                  | Claudio Villa |
| 9                                            | L'ultimo squadrone        | febbraio 2002         | Claudio Nizzi | Claudio Nizzi | Miguel Ángel Repetto                            | Claudio Villa |
| 10                                           | Eroe per caso             | febbraio 2003         | Mauro Boselli | Mauro Boselli | Stefano Andreucci                               | Claudio Villa |
| 11                                           | Nella terra dei Klamath   | febbraio 2004         | Pasquale Ruju | Pasquale Ruju | Roberto Diso                                    | Claudio Villa |
| 12                                           | Il fuggitivo              | febbraio 2005         | Claudio Nizzi | Claudio Nizzi | Rossano Rossi e Fabio Civitelli                 | Claudio Villa |
| 13                                           | Mescalero Station         | febbraio 2006         | Claudio Nizzi | Claudio Nizzi | José Ortiz                                      | Claudio Villa |
| 14                                           | Polizia apache            | gennaio 2007          | Mauro Boselli | Mauro Boselli | Ernesto García Seijas                           | Claudio Villa |
| 15                                           | La palude nera            | gennaio 2008          | Pasquale Ruju | Pasquale Ruju | Franco Devescovi                                | Claudio Villa |
| 16                                           | Capitan Blanco            | gennaio 2009          | Claudio Nizzi | Claudio Nizzi | Manfred Sommer e Leomacs                        | Claudio Villa |
| 17                                           | La banda dei messicani    | gennaio 2010          | Claudio Nizzi | Claudio Nizzi | Fernando Fusco                                  | Claudio Villa |
| 18                                           | La città del Male         | gennaio 2011          | Mauro Boselli | Mauro Boselli | Giacomo Danubio                                 | Claudio Villa |
| 19                                           | Il ciarlatano             | gennaio 2012          | Tito Faraci   | Tito Faraci   | Giacomo Danubio                                 | Claudio Villa |
| 20                                           | La pista dei fuorilegge   | gennaio 2013          | Mauro Boselli | Mauro Boselli | Carlos Gómez                                    | Claudio Villa |
| 21                                           | I rapitori                | gennaio 2014          | Tito Faraci   | Tito Faraci   | Orestes Suárez                                  | Claudio Villa |
| 22                                           | Scure Nera                | gennaio 2015          | Pasquale Ruju | Pasquale Ruju | Sandro Scascitelli                              | Claudio Villa |
| Serie soppressa e sostituita da Tex Magazine |                           |                       |               |               |                                                 |               |

## Tex Magazine
| Nr. | Titolo                     | Data di pubblicazione | Soggetto            | Sceneggiatura       | Disegni | Copertina     |
| --- | -------------------------- | --------------------- | ------------------- | ------------------- | --- | ------------- |
| 1   | Artigli!                   | gennaio 2016          | Pasquale Ruju       | Pasquale Ruju       | Emanuele Barison | Claudio Villa |
| 1   | Maria Pilar                | gennaio 2016          | Mauro Boselli       | Mauro Boselli       | Alessandro Bocci | Claudio Villa |
| 2   | Freedom Ranch              | gennaio 2017          | Antonio Zamberletti | Antonio Zamberletti | Walter Venturi | Claudio Villa |
| 2   | Terrore tra i boschi       | gennaio 2017          | Chuck Dixon         | Chuck Dixon         | Michele Rubini | Claudio Villa |
| 3   | Detenuto modello           | gennaio 2018          | Diego Cajelli       | Tito Faraci         | Luca Vannini | Claudio Villa |
| 3   | L'anima del guerriero      | gennaio 2018          | Luigi Mignacco      | Luigi Mignacco      | Giovanni Bruzzo | Claudio Villa |
| 4   | Il segreto di Lilyth       | settembre 2018        | Mauro Boselli       | Mauro Boselli       | Fabio Civitelli | Claudio Villa |
| 4   | Dinamite                   | settembre 2018        | Mauro Boselli       | Mauro Boselli       | Maurizio Dotti | Claudio Villa |
| 5   | Raccolto insanguinato      | gennaio 2019          | Jacopo Rauch        | Jacopo Rauch        | Alessandro Poli | Claudio Villa |
| 5   | Yukon Race                 | gennaio 2019          | Giorgio Giusfredi   | Giorgio Giusfredi   | Alfonso Font | Claudio Villa |
| 6   | Il ladro gentiluomo        | gennaio 2020          | Luigi Mignacco      | Luigi Mignacco      | Fabrizio Russo | Claudio Villa |
| 6   | Il grande incontro         | gennaio 2020          | Luigi Mignacco      | Luigi Mignacco      | Maurizio Dotti | Claudio Villa |
| 7   | Columbia River             | gennaio 2021          | Pasquale Ruju       | Pasquale Ruju       | Mario Rossi | Claudio Villa |
| 7   | Giubba Rossa               | gennaio 2021          | Mauro Boselli       | Mauro Boselli       | Stefano Biglia | Claudio Villa |
| 8   | Maverick Bunch             | gennaio 2022          | Carlo Monni         | Pasquale Ruju       | Fabio D’Agata | Claudio Villa |
| 8   | Il ritorno del desperado   | gennaio 2022          | Mauro Boselli       | Mauro Boselli       | Maurizio Dotti | Claudio Villa |
| 9   | La palude del morto        | gennaio 2023          | Jacopo Rauch        | Jacopo Rauch        | Corrado Mastantuono | Claudio Villa |
| 9   | La strada del Male         | gennaio 2023          | Mauro Boselli       | Mauro Boselli       | Gianluca e Raul Cestaro | Claudio Villa |
| 10  | La valle dell'ombra        | novembre 2023         | Mauro Boselli       | Mauro Boselli       | Fabio Civitelli / Corrado Mastantuono / Maurizio Dotti / Michele Rubini / Stefano Andreucci / Alessandro Bocci / Claudio Villa | Claudio Villa |
| 10  | Un pittore nel West        | novembre 2023         | Giorgio Giusfredi   | Giorgio Giusfredi   | Giovanni Ticci | Claudio Villa |
| 11  | Le due prigioniere         | gennaio 2024          | Pasquale Ruju       | Pasquale Ruju       | Franco Saudelli | Claudio Villa |
| 11  | Wampyr                     | gennaio 2024          | Mauro Boselli       | Mauro Boselli       | Alessandro Bocci | Claudio Villa |
| 12  | Mistero sui Monti Colorado | gennaio 2025          | Jacopo Rauch        | Jacopo Rauch        | Marco Torricelli | Claudio Villa |
| 12  | Barbary Coast              | gennaio 2025          | Mauro Boselli       | Mauro Boselli       | Andrea Venturi | Claudio Villa |

## Color Tex
| Nr. | Titolo                         | Data di pubblicazione | Soggetto            | Sceneggiatura       | Disegni                              | Colori                | Copertina               |
| --- | ------------------------------ | --------------------- | ------------------- | ------------------- | ------------------------------------ | --------------------- | ----------------------- |
| 1   | E venne il giorno              | agosto 2011           | Mauro Boselli       | Mauro Boselli       | Bruno Brindisi                       | -                     | Claudio Villa           |
| 2   | I banditi delle nebbie         | agosto 2012           | Pasquale Ruju       | Pasquale Ruju       | Ugolino Cossu                        | -                     | Claudio Villa           |
| 3   | Lo sciamano bianco             | agosto 2013           | Mauro Boselli       | Mauro Boselli       | Giovanni Ticci                       | GFB Comics            | Claudio Villa           |
| 4   | L'uomo sbagliato               | novembre 2013         | Tito Faraci         | Tito Faraci         | Giampiero Casertano                  | Oscar Celestini       | Laura Zuccheri          |
| 4   | Un covo di belve               | novembre 2013         | Pasquale Ruju       | Pasquale Ruju       | Sandro Scascitelli                   | Overdrive studio      | Laura Zuccheri          |
| 4   | L'ultimo della lista           | novembre 2013         | Gianfranco Manfredi | Gianfranco Manfredi | Stefano Biglia                       | Oscar Celestini       | Laura Zuccheri          |
| 4   | La valle sacra                 | novembre 2013         | Mauro Boselli       | Mauro Boselli       | Nicola Genzianella                   | Overdrive studio      | Laura Zuccheri          |
| 5   | Delta Queen                    | agosto 2014           | Mauro Boselli       | Mauro Boselli       | Fabio Civitelli                      | GFB Comics            | Claudio Villa           |
| 6   | Stelle di latta                | novembre 2014         | Michele Medda       | Michele Medda       | Michele Benevento                    | Oscar Celestini       | Giulio De Vita          |
| 6   | Incontro a Tularosa            | novembre 2014         | Moreno Burattini    | Moreno Burattini    | Giuseppe Camuncoli                   | Beniamino Del Vecchio | Giulio De Vita          |
| 6   | Nel buio                       | novembre 2014         | Mauro Boselli       | Mauro Boselli       | Luca Rossi                           | Romina Denti          | Giulio De Vita          |
| 6   | Randy il fortunato             | novembre 2014         | Roberto Recchioni   | Roberto Recchioni   | Andrea Accardi                       | Oscar Celestini       | Giulio De Vita          |
| 7   | La strada per Serenity         | agosto 2015           | Roberto Recchioni   | Roberto Recchioni   | Pasquale Del Vecchio                 | GFB Comics            | Claudio Villa           |
| 8   | Minaccia nelle tenebre         | novembre 2015         | Mauro Boselli       | Mauro Boselli       | Giuseppe Franzella                   | Oscar Celestini       | Tanino Liberatore       |
| 8   | Sfida alla vecchia missione    | novembre 2015         | Pasquale Ruju       | Pasquale Ruju       | Sergio Tisselli                      | Sergio Tisselli       | Tanino Liberatore       |
| 8   | La banda Hogan                 | novembre 2015         | Gigi Simeoni        | Gigi Simeoni        | Gigi Simeoni                         | Oscar Celestini       | Tanino Liberatore       |
| 8   | Chindi                         | novembre 2015         | Luigi Mignacco      | Luigi Mignacco      | Luca Vannini                         | Luca Vannini          | Tanino Liberatore       |
| 9   | La pista dei Sioux             | agosto 2016           | Tito Faraci         | Tito Faraci         | Mario Milano                         | GFB Comicsl           | Claudio Villa           |
| 10  | Il mescalero senza volto       | novembre 2016         | Jacopo Rauch        | Jacopo Rauch        | Alessandro Bocci                     | Oscar Celestini       | Gary Frank              |
| 10  | Rio Quemado                    | novembre 2016         | Mauro Boselli       | Mauro Boselli       | Maurizio Dotti                       | Oscar Celestini       | Gary Frank              |
| 10  | Un cavallo di pezza            | novembre 2016         | Luca Barbieri       | Luca Barbieri       | Walter Venturi                       | Erika Bendazzoli      | Gary Frank              |
| 10  | Amici per la morte             | novembre 2016         | Francesco Testi     | Francesco Testi     | Mauro Laurenti                       | Beniamino Del Vecchio | Gary Frank              |
| 10  | Chupacabras!                   | novembre 2016         | Moreno Burattini    | Moreno Burattini    | Michele Rubini                       | Oscar Celestini       | Gary Frank              |
| 11  | Cowboys                        | agosto 2017           | Pasquale Ruju       | Pasquale Ruju       | Giacomo Danubio                      | Oscar Celestini       | Claudio Villa           |
| 12  | Sparate sul pianista           | novembre 2017         | Pasquale Ruju       | Pasquale Ruju       | Pasquale Frisenda                    | Oscar Celestini       | Maurizio Dotti          |
| 12  | Io ucciderò Tex Willer         | novembre 2017         | Giorgio Giusfredi   | Giorgio Giusfredi   | Marco Soldi                          | Oscar Celestini       | Maurizio Dotti          |
| 12  | Giustizia!                     | novembre 2017         | Andrea Cavalletto   | Andrea Cavalletto   | Alessandro Poli                      | Erika Bendazzoli      | Maurizio Dotti          |
| 12  | Abilene, Kansas                | novembre 2017         | Mauro Boselli       | Mauro Boselli       | Enrico Bertozzi                      | Beniamino Del Vecchio | Maurizio Dotti          |
| 12  | Dal Tramonto all'alba          | novembre 2017         | Claudio Nizzi       | Claudio Nizzi       | Roberto Zaghi                        | Oscar Celestini       | Maurizio Dotti          |
| 13  | Piombo e oro                   | agosto 2018           | Pasquale Ruju       | Pasquale Ruju       | Sandro Scascitelli                   | Oscar Celestini       | Claudio Villa           |
| 14  | L'apache bianco                | novembre 2018         | Chuck Dixon         | Chuck Dixon         | Fabio Civitelli                      | Fabio Celestini       | Raul e Gianluca Cestaro |
| 14  | La casacca magica              | novembre 2018         | Gabriella Contu     | Gabriella Contu     | Lucio Filippucci                     | Oscar Celestini       | Raul e Gianluca Cestaro |
| 14  | Juliet                         | novembre 2018         | Marcello Bondi      | Mauro Boselli       | Mario Atzori                         | Oscar Celestini       | Raul e Gianluca Cestaro |
| 14  | Golden Queen                   | novembre 2018         | Luca Barbieri       | Luca Barbieri       | Andrea Venturi                       | Oscar Celestini       | Raul e Gianluca Cestaro |
| 14  | Rivolta a Vicksburg            | novembre 2018         | Giovanni Gualdoni   | Giovanni Gualdoni   | Marco Santucci e Patrick Piazzalunga | Erika Bendazzoli      | Raul e Gianluca Cestaro |
| 15  | Un capestro per Kit Willer     | agosto 2019           | Claudio Nizzi       | Claudio Nizzi       | Rodolfo Torti                        | Oscar Celestini       | Claudio Villa           |
| 16  | Teton Pass                     | novembre 2019         | Mauro Boselli       | Mauro Boselli       | Alfonso Font                         | Fabio Celestini       | Alessandro Piccinelli   |
| 16  | Attenti al lupo                | novembre 2019         | Antonio Serra       | Antonio Serra       | Patrizia Mandanici                   | Patrizia Mandanici    | Alessandro Piccinelli   |
| 16  | Una trappola per Kit           | novembre 2019         | Moreno Burattini    | Moreno Burattini    | Raffaele Della Monica                | Oscar Celestini       | Alessandro Piccinelli   |
| 16  | La voce del killer             | novembre 2019         | Fabrizio Accatino   | Fabrizio Accatino   | Giorgio Trevisan                     | Erika Bendazzoli      | Alessandro Piccinelli   |
| 16  | L'ultimo dei Mimbres           | novembre 2019         | Majo                | Majo                | Majo                                 | Matteo Vattani        | Alessandro Piccinelli   |
| 17  | Gli amanti del Rio Grande      | agosto 2020           | Jacopo Rauch        | Jacopo Rauch        | Sandro Scascitelli                   | Oscar Celestini       | Claudio Villa           |
| 18  | La casa del giudice            | novembre 2020         | Mauro Boselli       | Mauro Boselli       | Massimo Carnevale                    | Massimo Carnevale     | Massimo Carnevale       |
| 18  | Rotaie                         | novembre 2020         | Pasquale Ruju       | Pasquale Ruju       | Luca Michelucci                      | Oscar Celestini       | Massimo Carnevale       |
| 18  | Sulla pista per Prescott       | novembre 2020         | Claudio Nizzi       | Claudio Nizzi       | Giuseppe Candita                     | Erika Bendazzoli      | Massimo Carnevale       |
| 18  | Il mio nome è Waneka           | novembre 2020         | Filippo Iiriti      | Filippo Iiriti      | Giovanni Bruzzo                      | Erika Bendazzoli      | Massimo Carnevale       |
| 18  | Al palo della tortura          | novembre 2020         | Pasquale Ruju       | Pasquale Ruju       | Aldo Di Gennaro                      | Matteo Vattani        | Massimo Carnevale       |
| 19  | Il killer fantasma             | agosto 2021           | Gianfranco Manfredi | Gianfranco Manfredi | Ugolino Cossu                        | Oscar Celestini       | Claudio Villa           |
| 20  | La terribile banda             | novembre 2021         | Marco Bechere       | Mauro Boselli       | Guido Masala                         | Matteo Vattani        | Aldo Di Gennaro         |
| 20  | La voce del muto               | novembre 2021         | Diego Cajelli       | Diego Cajelli       | Mario Jannì                          | Virginia Chiabotti    | Aldo Di Gennaro         |
| 20  | Funerale a Sierrita            | novembre 2021         | Claudio Nizzi       | Claudio Nizzi       | Rodolfo Torti                        | Erika Bendazzoli      | Aldo Di Gennaro         |
| 20  | Memorie di un soldato          | novembre 2021         | Emanuele Mosca      | Emanuele Mosca      | Fabrizio Russo                       | Erika Bendazzoli      | Aldo Di Gennaro         |
| 20  | La lama del rasoio             | novembre 2021         | Pasquale Ruju       | Pasquale Ruju       | Marco Torricelli                     | Oscar Celestini       | Aldo Di Gennaro         |
| 21  | La gazza ladra                 | agosto 2022           | Pasquale Ruju       | Pasquale Ruju       | Laura Zuccheri                       | Oscar Celestini       | Claudio Villa           |
| 22  | Yavapai                        | novembre 2022         | Majo                | Majo                | Majo                                 | Majo                  | Andrea Venturi          |
| 22  | Il professionista              | novembre 2022         | Moreno Burattini    | Moreno Burattini    | Frederic Volante                     | Erika Bendazzoli      | Andrea Venturi          |
| 22  | Falsa accusa                   | novembre 2022         | Claudio Nizzi       | Claudio Nizzi       | Giorgio Gualandris                   | Oscar Celestini       | Andrea Venturi          |
| 22  | Il sicario                     | novembre 2022         | Antonio Zamberletti | Antonio Zamberletti | Emanuele Barison                     | Erika Bendazzoli      | Andrea Venturi          |
| 22  | Johnny il mezzosangue          | novembre 2022         | Mauro Boselli       | Mauro Boselli       | Carlos Gomez                         | Oscar Celestini       | Andrea Venturi          |
| 23  | I lupi di Shannonville         | agosto 2023           | Antonio Zamberletti | Antonio Zamberletti | Ugolino Cossu                        | Oscar Celestini       | Claudio Villa           |
| 24  | Mesa Blanca                    | novembre 2023         | Pasquale Ruju       | Pasquale Ruju       | Corrado Mastantuono                  | Erika Bendazzoli      | Corrado Mastantuono     |
| 24  | I fratelli rapinatori          | novembre 2023         | Gabriella Contu     | Gabriella Contu     | Fabrizio Russo                       | Oscar Celestini       | Corrado Mastantuono     |
| 24  | La leggenda di Porter Rockwell | novembre 2023         | Pasquale Ruju       | Pasquale Ruju       | Sal Velluto                          | Oscar Celestini       | Corrado Mastantuono     |
| 24  | Lunga notte a Cayote           | novembre 2023         | Mauro Boselli       | Mauro Boselli       | Pedro Mauro                          | Laura Piazza          | Corrado Mastantuono     |
| 24  | I due volti della legge        | novembre 2023         | Alessandro Russo    | Alessandro Russo    | Giancarlo Alessandrini               | Erika Bendazzoli      | Corrado Mastantuono     |
| 25  | Un maledetto imbroglio         | agosto 2024           | Claudio Nizzi       | Claudio Nizzi       | Lucio Filippucci                     | Laura Piazza          | Claudio Villa           |
| 26  | Tornando a casa                | novembre 2024         | Luigi Mignacco      | Luigi Mignacco      | Michele Benevento                    | Oscar Celestini       | Alessandro Bocci        |
| 26  | Veleno Giallo                  | novembre 2024         | Luca Barbieri       | Luca Barbieri       | Marco Foderà                         | Erika Bendazzoli      | Alessandro Bocci        |
| 26  | Il peggior nemico              | novembre 2024         | Pasquale Ruju       | Pasquale Ruju       | Fabio D'Auria                        | Fabio D'Auria         | Alessandro Bocci        |
| 26  | Una pepita d'oro               | novembre 2024         | Pasquale Ruju       | Pasquale Ruju       | Roberto Piere                        | Erika Bendazzoli      | Alessandro Bocci        |
| 26  | Un vecchio debito              | novembre 2024         | Jacopo Rauch        | Jacopo Rauch        | Cristiano Spadavecchia               | Oscar Celestini       | Alessandro Bocci        |
| 27  | Trappola per Kit Willer        | agosto 2025           | Pasquale Ruju       | Pasquale Ruju       | Roberto Diso                         |                       | Claudio Villa           |

## Tex Romanzi a Fumetti
| Nr. | Titolo                          | Data di pubblicazione | Soggetto                | Sceneggiatura           | Disegni                 | Colori                  | Copertina               |
| --- | ------------------------------- | --------------------- | ----------------------- | ----------------------- | ----------------------- | ----------------------- | ----------------------- |
| 1   | L'eroe e la leggenda            | febbraio 2015         | Paolo Eleuteri Serpieri | Paolo Eleuteri Serpieri | Paolo Eleuteri Serpieri | Paolo Eleuteri Serpieri | Paolo Eleuteri Serpieri |
| 2   | Frontera!                       | settembre 2015        | Mauro Boselli           | Mauro Boselli           | Mario Alberti           | Mario Alberti           | Mario Alberti           |
| 3   | Painted desert                  | febbraio 2016         | Mauro Boselli           | Mauro Boselli           | Angelo Stano            | Angelo Stano            | Angelo Stano            |
| 4   | Sfida nel Montana               | settembre 2016        | Gianfranco Manfredi     | Gianfranco Manfredi     | Giulio De Vita          | Matteo Vattani          | Giulio De Vita          |
| 5   | Gli sterminatori                | febbraio 2017         | Giovanni Luigi Bonelli  | Giovanni Luigi Bonelli  | Galep                   | Oscar Celestini         | Galep                   |
| 6   | Il vendicatore                  | settembre 2017        | Mauro Boselli           | Mauro Boselli           | Stefano Andreucci       | Matteo Vattani          | Stefano Andreucci       |
| 7   | Giustizia a Corpus Christi      | febbraio 2018         | Mauro Boselli           | Mauro Boselli           | Corrado Mastantuono     | Corrado Mastantuono     | Corrado Mastantuono     |
| 8   | Cinnamon Wells                  | settembre 2018        | Chuck Dixon             | Chuck Dixon             | Mario Alberti           | Matteo Vattani          | Mario Alberti           |
| 9   | L'uomo dalle pistole d'oro      | febbraio 2019         | Pasquale Ruju           | Pasquale Ruju           | R.M. Guéra              | Giulia Brusco           | R.M. Guéra              |
| 10  | A sud di Nogales                | settembre 2019        | Giovanni Luigi Bonelli  | Giovanni Luigi Bonelli  | Giovanni Ticci          | GFB Comics              | Giovanni Ticci          |
| 11  | La frustata                     | settembre 2020        | Pasquale Ruju           | Pasquale Ruju           | Mario Milano            | Matteo Vattani          | Mario Milano            |
| 12  | L'ultima missione               | febbraio 2021         | Giorgio Giusfredi       | Giorgio Giusfredi       | Alfonso Font            | Alfonso Font            | Alfonso Font            |
| 13  | Snakeman                        | settembre 2021        | Mauro Boselli           | Mauro Boselli           | Enrique Breccia         | Enrique Breccia         | Enrique Breccia         |
| 14  | Aguas Negras                    | febbraio 2022         | Pasquale Ruju           | Pasquale Ruju           | Giampiero Casertano     | Giampiero Casertano     | Giampiero Casertano     |
| 15  | La leggenda di Yellow Bird      | settembre 2022        | Giorgio Giusfredi       | Giorgio Giusfredi       | Carlos Gomez            | Matteo Vattani          | Carlos Gomez            |
| 16  | Pearl                           | febbraio 2023         | Mauro Boselli           | Mauro Boselli           | Laura Zuccheri          | Leoni Annalisa          | Laura Zuccheri          |
| 17  | La fonte della giovinezza       | settembre 2023        | Giorgio Giusfredi       | Giorgio Giusfredi       | Fabio Civitelli         | Laura Piazza            | Fabio Civitelli         |
| 18  | Bounty Hunters                  | febbraio 2024         | Pasquale Ruju           | Pasquale Ruju           | Massimo Rotundo         | Massimo Rotundo         | Massimo Rotundo         |
| 19  | Dinamite                        | settembre 2024        | Mauro Boselli           | Mauro Boselli           | Dotti Maurizio          | Laura Piazza            | Dotti Maurizio          |
| 20  | La maledizione del Charro Negro | febbraio 2025         | Mauro Boselli           | Mauro Boselli           | Carlos Gomez            | Laura Piazza            | Carlos Gomez            |
| 21  | Losen nata dalla tempesta       | settembre 2025        | Luca Barbieri           | Luca Barbierii          | Pasquale Del Vecchio    |                         | Pasquale Del Vecchio    |

## Altre storie inedite
Oltre alle storie reperibili sugli albi di Tex, esistono alcuni brevi episodi inediti. Il primo di questi, La banda del Campesino, in realtà è stato pubblicato dall'Audace (attuale Sergio Bonelli Editore), ma con modalità insolite. All'epoca, inizi anni cinquanta, Tex usciva ancora nel formato a striscia; sulla quarta di copertina della 3ª serie fu realizzato questo breve episodio di 32 strisce, le quali non furono pubblicate consecutivamente, ma dovevano essere "riassemblate" dai lettori, che dovevano anche indovinare una frase incompleta di Tex. Questa storia è stata successivamente (anni settanta) allegata alla rivista Il Fumetto e come allegato nel cofanetto Tex Dynamite nel 2017.
Il secondo extra, Assalto al treno, andò in edicola nel 1986 sul supplemento del quotidiano Il Messaggero, mentre nel 1992 ci furono addirittura due diversi racconti, Morte nel deserto reperibile sul settimanale TV Sorrisi e Canzoni e Un caldo pomeriggio edito da Comic Art sul n. 96.
Nel 1995 è il turno di Pista di sangue che viene stampata sulle pagine del n. 27 del Ken Parker Magazine, altra testata della casa editrice, seguito tre anni dopo da Il duello, racconto a colori, pubblicato sul numero 119 della rivista Specchio.
Nel 2011, in occasione dell'uscita del cd di Graziano Romani  (My Name is Tex) dedicato ad Aquila della Notte, oltre alla riproposizione, nell'albetto allegato, di un paio di questi racconti, viene inserito un nuovo inedito, Quien sabe, hombre?, di sole due pagine. Il 25 giugno 2012, nell'inserto La lettura del Corriere della Sera, esce un breve racconto a colori di Boselli&Civitelli intitolato La preda.
Tutti questi racconti, esclusi La banda del Campesino e Quien sabe, hombre?, vengono riproposti in un unico volume intitolato Tex. Storie brevi, albo edito dal settimanale L'Espresso e che conclude la ristampa Tex - Collezione storica a colori.
Nel 2015, in occasione della fiera del fumetto di Lugano, ai partecipanti all'evento viene consegnato un albo inedito di 32 pagine: Rio Quemado che l'anno seguente viene pubblicato sul Color Tex numero 10, integrato con alcune nuove tavole. Sempre lo stesso anno, all'interno di un album della Panini dedicato al personaggio, viene proposta una breve storia, La valle sconosciuta, di Boselli e Piccinelli da completare apponendo le apposite figurine

## Extra
| Titolo                 | Pubblicato nel | Soggetto               | Sceneggiatura          | Disegni               | Copertina      |
| ---------------------- | -------------- | ---------------------- | ---------------------- | --------------------- | -------------- |
| La banda del Campesino | 1951           | Giovanni Luigi Bonelli | Giovanni Luigi Bonelli | Galep                 | Galep          |
| Assalto al treno       | 1986           | Giovanni Luigi Bonelli | Giovanni Luigi Bonelli | Galep                 | Galep          |
| Morte nel deserto      | luglio 1992    | Claudio Nizzi          | Claudio Nizzi          | Giovanni Ticci        | -              |
| Un caldo pomeriggio    | ottobre 1992   | Guido Nolitta          | Guido Nolitta          | Giovanni Ticci        | Giovanni Ticci |
| Pista di sangue        | aprile 1995    | Claudio Nizzi          | Claudio Nizzi          | Giovanni Ticci        | -              |
| Il duello              | maggio 1998    | Fabio Civitelli        | Claudio Nizzi          | Fabio Civitelli       | -              |
| Quien sabe, hombre?    | novembre 2011  | Graziano Romani        | Graziano Romani        | Giovanni Ticci        | -              |
| La preda               | giugno 2012    | Mauro Boselli          | Mauro Boselli          | Fabio Civitelli       | -              |
| Rio Quemado            | ottobre 2015   | Mauro Boselli          | Mauro Boselli          | Maurizio Dotti        | Claudio Villa  |
| La valle sconosciuta   | ottobre 2015   | Mauro Boselli          | Mauro Boselli          | Alessandro Piccinelli | -              |